# Гарнишівка
Га́рнишівка — село в Україні, у Волочиській міській територіальній громаді Хмельницького району Хмельницької області. Населення становить 500 осіб. Гарнишівка налічує 171 домогосподарство.

## Назва
За переказами старожилів, назва села походить від того, що в селі Маначин був гарний хлопець і йому сватали «гарну дівку». Від цих слів і походить назва Гарнишівка.

## Розташування та географія місцевості
Село Гарнишівка розташоване в західній частині Волочиського району. Воно межує із Маначином, Іванівцями, Вигодою, Лозовою, Порохнею
Сусідні населені пункти:
Гарнишівку та Маначин розділяє річка Грабарка.
Через територію села проходить Південно-Західна залізниця, асфальтована дорога Хмельницький — Тернопіль.

## Символіка
Затверджена 16 травня 2018 року рішенням № 8-38/2018 XXXVIII сесії міської ради VII скликання. Автори — К. М. Богатов, В. М. Напиткін.

### Герб
Щит перетятий хвилясто на зелене і срібне поля, срібне перетяте багаторазово лазуровими нитяними хвилястими балками. В першій частині назустріч один одному пливуть два срібних лебеді з червоними дзьобами. Щит вписаний в декоративний картуш і увінчаний золотою сільською короною. Унизу картуша напис «ГАРНИШІВКА».
Герб означає легенду про закоханих, які жили в селі.

### Прапор
Квадратне полотнище поділене у співвідношенні 2:1 хвилясто горизонтально на дві частини — верхню зелену і нижню, поділену хвилясто поперемінно на вісім білих і синіх смуг. На верхній частині назустріч один одному пливуть два білих лебеді з червоними дзьобами.

## Адміністративно-територіальна одиниця
- 1796 — 1923 колишнє власницьке село Маначинської волості Старокостянтинівського повіту Волинської губернії Російської імперії.
- 1923 — 1930 село Волочиського району Проскурівської округи Подільської губернії Української СРР.
- 1935 — 1937 село Волочиського району Проскурівського округу Вінницької області УСРР.
- 1937 — 1954 село Волочиського району Кам'янець-Подільської області.
- 1954 — 1991 село Волочиського району Хмельницької області Української СРР.
- 1991 і до тепер — село Волочиського району Хмельницької області України

## Історична довідка
В другій половині XVIII століття село належало Юзефу Потоцькому, Воєводі київському. В 1772 році він продав Волочиськ та інші належні йому села (в тому числі і Гарнишівку коронному маршалку Фрідріху Мошинському. Фрідріх Мошинський був сином підскарбія (міністр фінансів) Яна Конти і графині Косел, позашлюбної дочки польського короля Августа ІІ — один з найбагатших польських магнатів, у власності якого було 169,4 тисяч десятин землі, багато крамниць і промислових підприємств. З 1831 року землі села належали графу Лєдуховському.
Із розповідей старожилів відомо, що граф мав свої землі, де народ працював з ранку до вечора. Вихідним днем була лише неділя. Ніхто не дбав про здоров'я людей, про освіту. Важка праця, антисанітарні побутові умови сприяли масовому поширенню хвороб і смерті людей.
Після реформи 1861 року селяни на правах тимчасовозобов'язаних повинні були виконувати повинності на користь графа. За уставною грамотою кріпаки мали викупити в графа Ледоховського садибну, польову землю.
У 1887 році у селі налічувалось 136 доми і 834 жителі.
7 (20) листопада 1917 року, відповідно до Третього Універсалу Української Центральної Ради, увійшло до складу Української Народної Республіки.
У 1917—1920 роках у селі кілька разів змінювалась влада.
Лише у 1920 році восьма дивізія Червоного козацтва під командуванням Віталія Примакова захопила село. Так розпочалася радянська окупація.
Якщо розглядати історію створення колгоспів, то на території сільської ради було створено два господарства. У селі Гарнишівка було створено колгосп «12-річчя Жовтня».
Першим головою колгоспу «12-річчя Жовтня» було обрано Пастуха Пантелія, однак він пропрацював на цій посаді недовго.
У 1929 році в с. Вигода в хаті Кубика Харитона Андрійовича зібралось 40 чоловік і обрали Кубика Якова Михайловича новим головою колгоспу. Це був партійний місцевий житель, який пропрацював у колгоспі до 1938 року. Людиною він був порядною, чесною, працелюбною. Першими, хто вступив до колгоспу, були такі жителі: Кубик Харитон, Кубик Трохим, Петрук Карпо, Татаревський Сава, Оліх Кіндрат.
Колгосп «12-річчя Жовтня» був гарним господарством, де основною галуззю виробництва було насінництво. За особливі досягнення в рослинництві колгосп був нагороджений автомобілем «Побєда», однак голова колгоспу Кубик Яків Михайлович відмовився і замість легкового автомобіля придбали дві вантажівки.
У 1938 році у Кам'янці-Подільському під час масових репресій Кубика Я. М. було репресовано і розстріляно.
За роки першої, другої та третьої п'ятирічок колгоспи розвивались, застосовували нові технології, замість коней почали використовувати трактори, автомобілі, що підвищило продуктивність виробництва сільськогосподарської продукції. Селяни почали будуватись, найкраще одягатись, у селах з'явились велосипеди. Будували хати з глини та каменю, стовпи були дерев'яними, дахи покривали соломою.
На селі в період колективізації було відкрито перші лікнепи, а потім в приміщеннях найкращих хат — школи. Старожили згадують, що першим вчителем був Скопадський з села Гонорівка. Потім вчителями були Грабовський Й. М. з Маначина, Будна Тетяна, Щабельська Ганна з с. Іванівці.
Криниці були копанки. Млина не було, мали свої жорна, де вручну на камені мололи борошно.

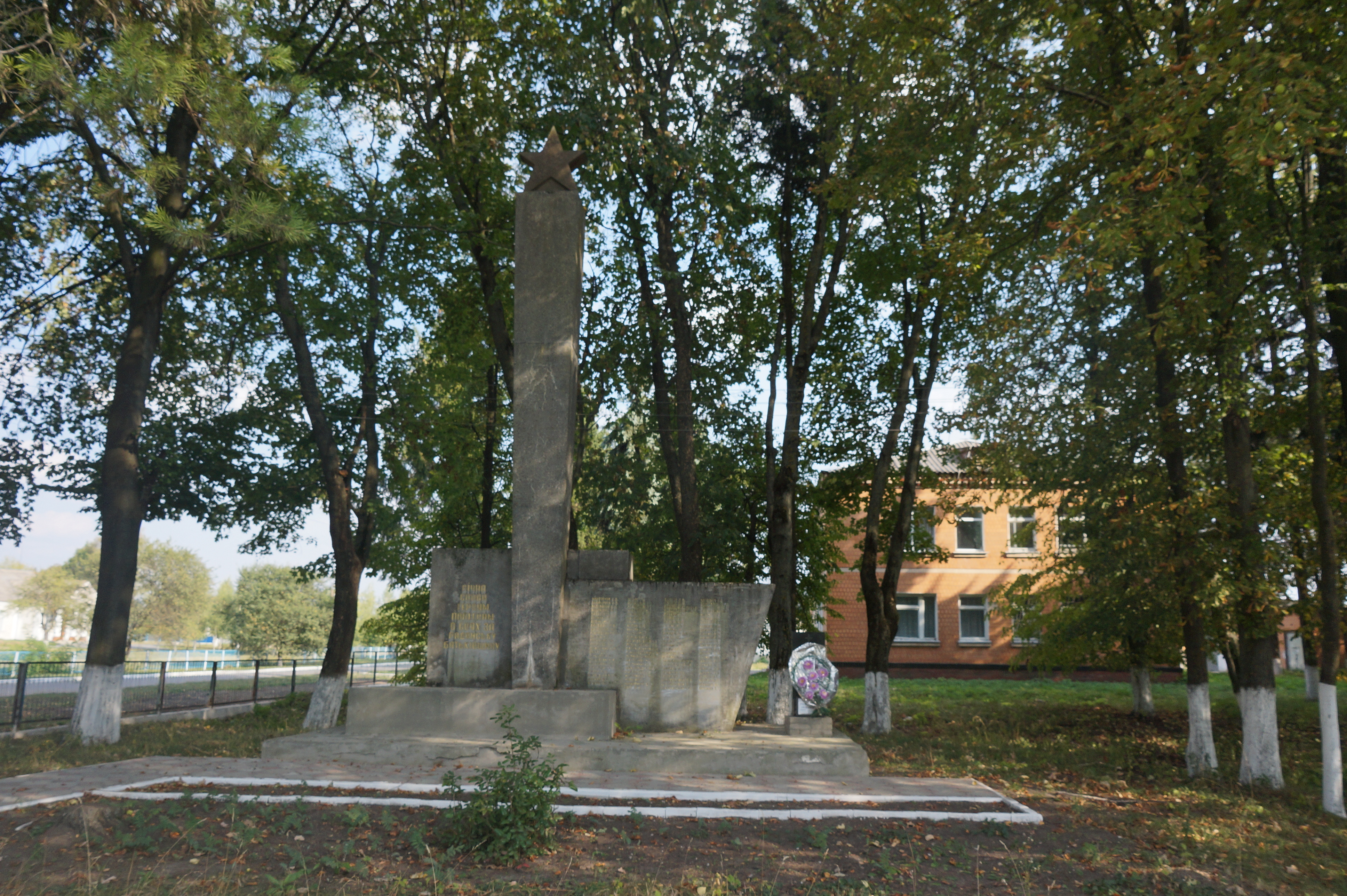
Пам'ятний знак на честь воїнів-односельчан

Мирну працю людей села перервав підступний напад Німеччини. На початку липня 1941 села були окуповані німцями. Починались важкі роки окупації. Багато юнаків і дівчат було вивезено на примусові роботи до Німеччини. Дорога Хмельницький — Тернопіль, яка проходить через село, була сипанкою, а за німецької окупації побудували кам'яну.
У 1942 році в селі Маначин була утворена підпільна група, до якої входив і житель села Вигода Кубик Павло Семенович, який пізніше керував МТС смт Війтівці. Група підтримувала зв'язки з партизанським загоном Івана Старинця із з'єднання партизан А. З. Обухи.
На початку березня 1944 року село було визволене від окупантів. Під час визволення села загинув 101 солдат, які були поховані у братській могилі. Не повернулося з війни 163 односельці. За героїзм у роки німецько-радянської війни орденами і медалями нагороджено 87 осіб. Мойсей Сергійович Мартинчук нагороджений орденом Леніна.
У 1950 році до колгоспу «12-річчя Жовтня» приєднали колгосп села Іванівці — «Нове життя». Головою було обрано Поморського з міста Волочиськ, далі працювали головами колгоспу Рак Василь та Хом'яков. У 1956 році було обрано місцевого голову колгоспу Салка Івана Афанасійовича, який працював аж до 1966 року. За час його керівництва було побудовано шосейну дорогу через усе село, магазин, два свинарники, клуб, контору колгоспу, чотирирядний корівник.
У 1966—1985 роках головою колгоспу працював Лисенко Іван Миколайович. За час його керівництва було побудовано нову двоповерхову контору колгоспу і приміщення сільської ради.
У 1975 році відбулося укрупнення колгоспів: було об'єднано колгосп «Заповіт Ілліча» села Маначин із колгоспом «12-річчя Жовтня» і залишено назву «Заповіт Ілліча».
За цей період було побудовано молочний комплекс у селі. За сприяння Купчика Анатолій Варламович, який на той час працював у Держплані СРСР, було розпочато роботи з газифікації п'яти населених пунктів.
У 1985 році головою колгоспу був обраний Богай Петро Іванович. В цьому ж році був підведений газ, прокладено асфальт через усе село до молочного комплексу, побудовано тракторну майстерню.

## Населення

### Мова
Розподіл населення за рідною мовою за даними перепису 2001 року:
| Мова       | Відсоток |
| ---------- | -------- |
| українська | 97,8%    |
| російська  | 2,2%     |

## Часи незалежності
У 1992 році відбулось роз'єднання колгоспу. Села Вигода, Іванівці, Гарнишівка увійшли до колгоспу «Заповіт Ілліча», а села Маначин та Червона Гірка — до колгоспу «Лесі Українки».
У цьому ж році було утворено сільську раду. Гарнишівським головою виконкому було обрано Ніщуна Василя Артемовича. І до цього часу виконком Гарнишівської сільської ради очолює Ніщун В. А., який був обраний на виборах у 1998 році. До складу виконкому входять 7 чоловік та обрано 15 депутатів сільської ради.
У 1995 році почалось реформування колгоспу. Спочатку у КСП, а пізніше у СТОВ «Гарнишівське». Почався перехід від колективної власності до приватної. Земля перейшла у розпорядження Рад. Створено СТОВ «Гарнишівське».
За період реформування створене лише одне фермерське господарство «Мрія», яким керує Волошин Михайло Іванович і яке обробляє 6 га землі. У 2000 році 9 пайовиків вийшли з товариства, виготовили державні акти і обробляють землю як одноосібники. Серед них найкращий механізатор Шимко Олексій Адамович, який разом з дружиною обробляє 9 га землі.
У 2000 році для розширення особистих підсобних господарств із земель запасу виділено 23 га землі, у тому числі для працівників соціальної сфери 7 га. Жителі села почали вирощувати цукрові буряки, укладено 82 угоди на 17,5га.
У березні 2002 року відбулися вибори депутатів Верховної Ради та місцевих рад. Гарнишівським сільської ради було обрано Ніщуна Василя Артемовича. 17 квітня 2002 року відбулася перша сесія сільської ради.
Цього ж року ще двадцять пайовиків забрали свої земельні паї і віддали їх обробляти Івановій Ірині Володимирівні, жительці села Іванівці, яка мала 2 трактори (ЮМЗ та ДТ-75), автомобіль і зерновий комбайн.
2006 року було встановлене індивідуальне опалення у медичному пункті, зроблений поточний ремонт приміщення. У цьому ж році було виділено кошти і проведено косметичний ремонт сільської бібліотеки. Також був проведений капітальний ремонт магазину Війтовецького СПО у Гарнишівці, встановлено газове опалення в магазині. 29 грудня того року до Дня працівників сільського господарства СТОВ «Гарнишівське» для працівників господарства був проведений «Блакитний вогник».
13 січня в клубі села відбулися збори пайовиків. Головним питанням порядку денного було розпаювання землі.
«Подільська аграрна компанія» розпочала реконструкцію тваринницького комплексу для вирощування птиці. У січні 2007 року реконструкція була завершена.
Після проведення жеребкування 488 пайовиків віддали свої земельні паї в оренду ТОВ Агрофірма «Зернова компанія» з Хмельницького.
30 вересня 2009 року була проведена реконструкція приміщення ферми і завезено перші курчата.
23 лютого 2008 року сільська рада продовжила свою роботу у капітально відремонтованому приміщенні.
22 березня 2008 року в клубі села Гарнишівка відбувся фестиваль художньої самодіяльності, присвячений 85-ій річниці утворення Волочиського району. У ньому брали участь учасники художньої самодіяльності з сіл Гарнишівка, Порохня, Маначин.
10 квітня 2008 року працівниками сільської ради було висаджено 76 беріз, 15 лип, 16 ялин, 16 кущів глоду. Мисливці із села Іванівні під керівництвом Мельничука С. І. біля ставка висадили 250 дерев. Всього на території сільської ради було висаджено 374 дерева.
26 червня 2008 року в селах Гарнишівка та Іванівці було встановлено пам'ятники жертвам Голодомору 1932—1933 років.
У липні 2008 року ТОВ Агрофірма «Зернова компанія» виділила 60 т щебеню на ямковий ремонт об'їзної дороги в селі.
У 2015 році село ввійшло до Волочиської міської територіальної громади.
У селі діють місцеві осередки таких партій: Соціал-демократична партія України (об'єднана), Народна партія, Соціалістичної партії України, Української селянської демократичної партії, ВО «Батьківщина», Партія регіонів, Українська народна партія, Української консервативної партії, Єдиний центр, «Наша Україна».
Біля села розташована гідрологічна пам'ятка природи місцевого значення Гарнишівський.
12 червня 2020 року, відповідно до розпорядження Кабінету Міністрів України № 727-р «Про визначення адміністративних центрів та затвердження територій територіальних громад Хмельницької області», увійшло до складу Волочиської міської громади.
19 липня 2020 року, в результаті адміністративно-територіальної реформи та ліквідації Волочиського району, увійшло до складу новоутвореного Хмельницького району.